# P. J. Jones
Parnell Velko Jones (Torrance, 23 de abril de 1969), conhecido apenas como P.J. Jones, é um automobilista norte-americano.

## Carreira

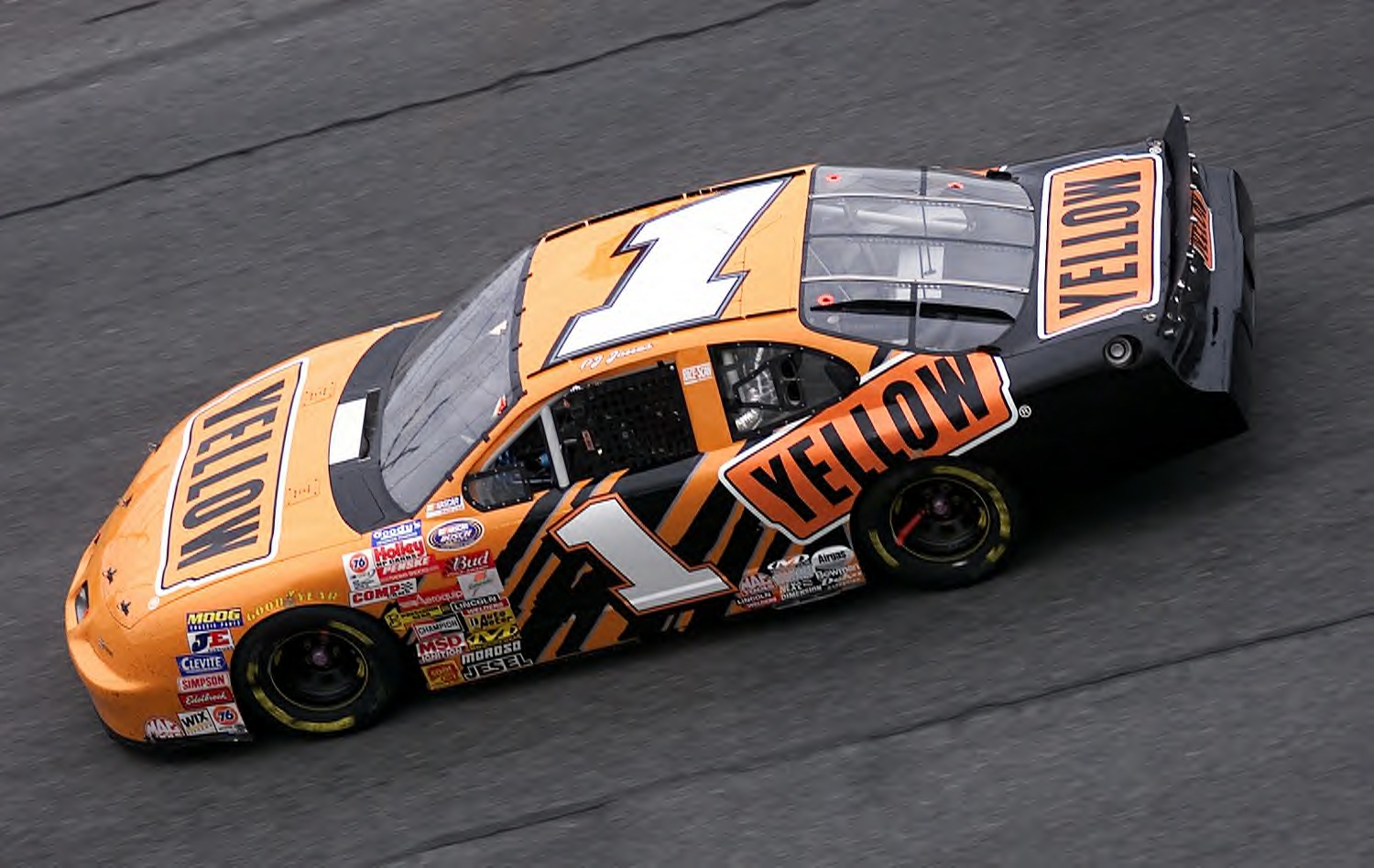
Carro de P.J. Jones na NASCAR em 2009.

Filho do ex-piloto Parnelli Jones (vencedor das 500 Milhas de Indianápolis de 1967), P. J. iniciou sua carreira profissional no automobilismo em 1988, quando disputou 3 provas da  IMSA GTU Championship. Só despontaria a partir de 1993, quando correu na NASCAR Sprint Cup Series, tendo participado ainda por Nationalwide e Camping World Truck Series.
Seu grande momento na carreira viria novamente em 1993, quando venceu as 24 Horas de Daytona juntamente com os veteranos Mark Dismore e Rocky Moran.

## CART
Em 1996, P. J. Jones estrearia na CART pela equipe All American Racers, que voltava à categoria após 9 temporadas de ausência, tendo como companheiro o argentino Juan Manuel Fangio II. Seu melhor resultado foi um 9º lugar na etapa de Detroit, oitava daquela temporada. No GP de Vancouver, o norte-americano causou um acidente com o italiano Alessandro Zanardi, da Chip Ganassi, que brigava pelo título com seu companheiro de equipe Jimmy Vasser.
Ao sair de seu carro, Zanardi ficou irritado com a manobra de Jones, que terminaria a corrida em 13º e prejudicando as chances do italiano em chegar à etapa de Laguna Seca com chances de título, que ficaria com Vasser.
Em 1997 e 1998, Jones permaneceu na All American Racers, não conquistando mais do que um 10º lugar nas 500 Milhas de Fontana. Por insuficiência técnica, foi dispensado da equipe, que contratou o italiano Vincenzo Sospiri para as últimas cinco provas de 1998. Para a temporada seguinte, assinou contrato com a Patrick Racing. Substituindo o compatriota Scott Pruett, conquistou um 2º lugar no GP de Nazareth, seu único pódio na CART, e ficou outras 2 vezes entre os 10 primeiros. Ele, que foi substituído pelo dinamarquês Jan Magnussen em 7 etapas, ainda participaria de 3 com o carro do mexicano Adrián Fernández, retomando a direção do carro #20 nas últimas quatro corridas. Após o GP de Fontana, marcado pela morte do canadense Greg Moore, Jones foi dispensado da Patrick, retornando à NASCAR em 2000.

## IRL

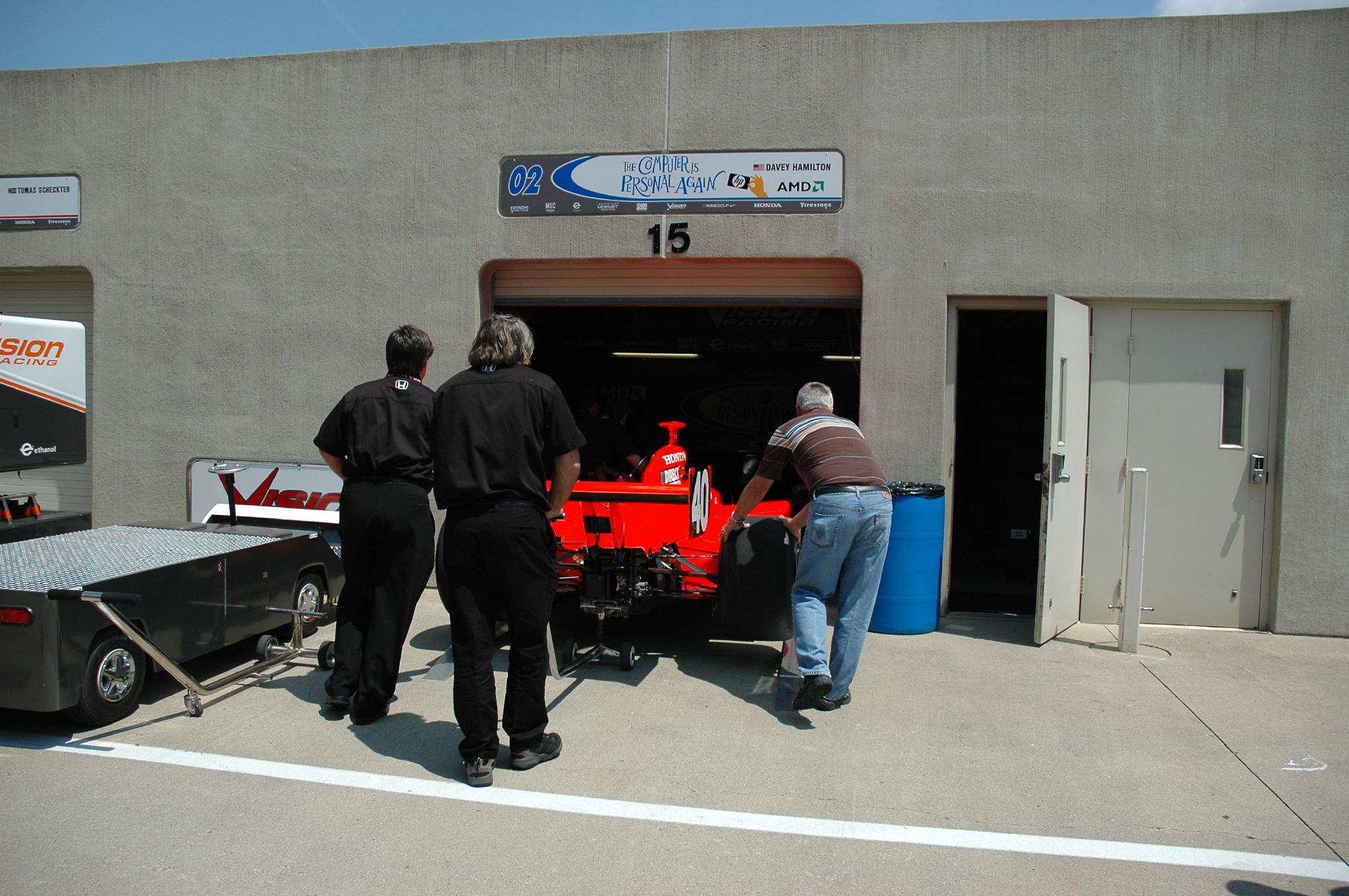
Carro de Jones na garagem da Team Leader, em 2007

Na IRL (atual IndyCar a partir de 2008), Jones esteve presente em quatro provas, todas em Indianápolis. Assinaria contrato com a Menard para as 500 Milhas de Indianápolis de 2002, mas um acidente nos treinos, que ocorreram no dia seguinte ao acordo, arruinou as chances do piloto em participar da prova.
Ausente em 2003, chegou a acordo com a CURB/Agajanian/Beck, classificando o carro em trigésimo-primeiro e abandonando devido a um acidente. Ficou de fora novamente em 2005 por não ter encontrado nenhuma equipe para correr.
Em 2006, Jones voltaria à Beck para tentar a classificação. Alcançou a penúltima posição do grid, terminando em décimo-nono lugar. Para 2007, ele pretendia homenagear seu pai, Parnelli Jones, com a mesma pintura usada por ele nas 500 Milhas de 1967.
Contratado pela equipe Team Leader apenas para a prova, P. J. lutou pelas últimas vagas do grid com o brasileiro Roberto Moreno e seus compatriotas Richie Hearn, Phil Giebler e Jimmy Kite (este último "bumpeado" do grid), mas falhou em obter a classificação.

## Desempenho nas 500 Milhas de Indianápolis
| Ano  | Chassi  | Motor     | Largou em              | Chegou em              | Equipe              |
| ---- | ------- | --------- | ---------------------- | ---------------------- | ------------------- |
| 2002 | Dallara | Chevrolet | Bateu nos treinos      | Bateu nos treinos      | Menard              |
| 2004 | Dallara | Chevrolet | 31º                    | 28º                    | CURB/Agajanian/Beck |
| 2006 | Panoz   | Honda     | 32º                    | 19º                    | CURB/Agajanian/Beck |
| 2007 | Dallara | Honda     | Falhou a classificação | Falhou a classificação | Team Leader         |